# Jüdischer Friedhof (Medebach)

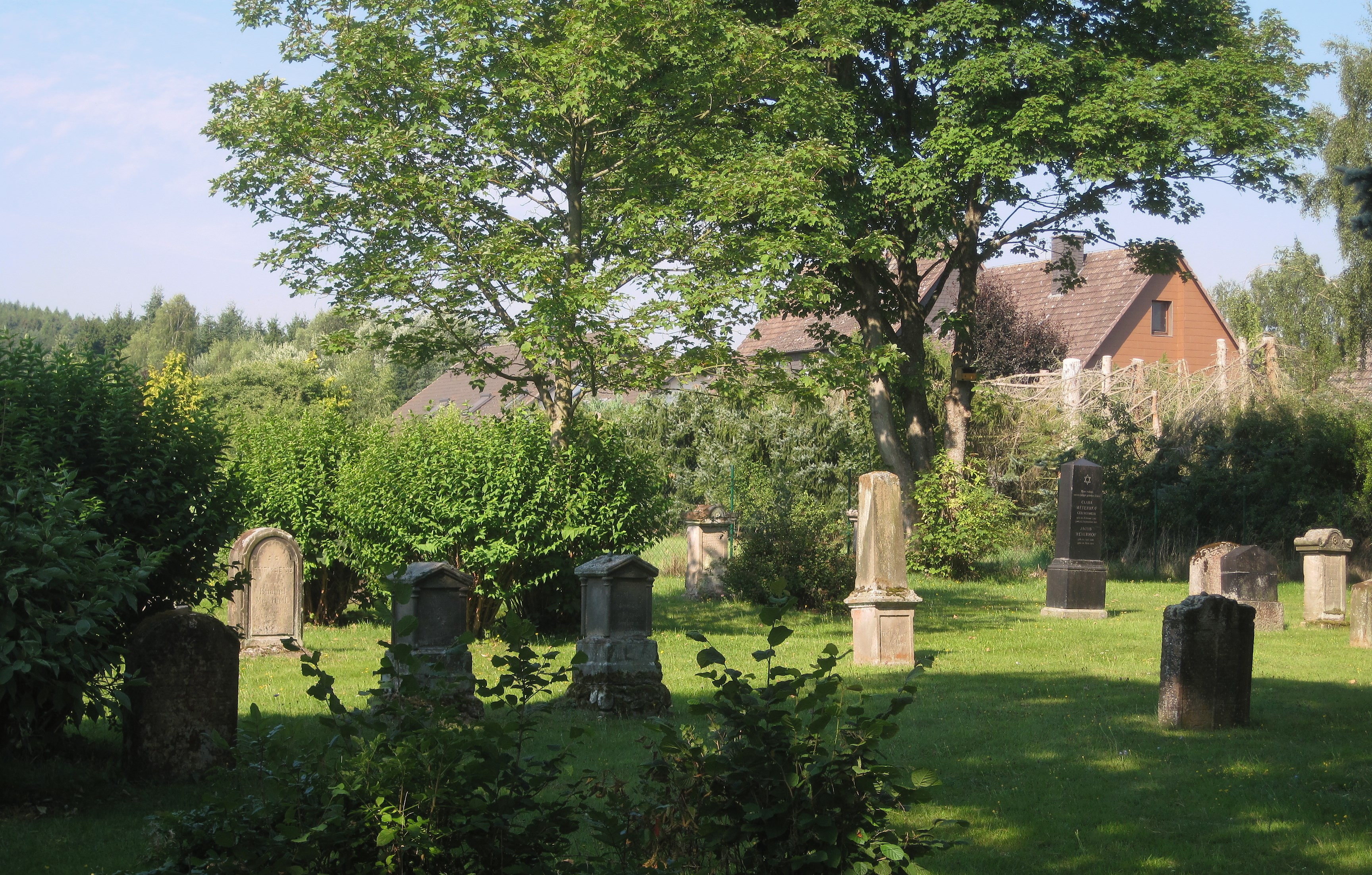
Jüdischer Friedhof Medebach

Der Jüdische Friedhof Medebach, in der Kleinstadt Medebach im Hochsauerlandkreis, liegt am Glindfelder Weg (Schönemarkt) und ist 1.933 m² groß. Auf ihm stehen noch 26 Grabsteine, von denen der älteste einem 1808 Verstorbenen gewidmet ist.

## Geschichte
Der Friedhof wurde Anfang des 19. Jahrhunderts angelegt. Bis 1832 beerdigten hier auch die Winterberger Juden ihre Toten. Die letzte Beerdigung fand 1939 statt. 1941 wurden etliche Grabsteine für den Bau einer Bienenhütte missbräuchlich verwendet. Zuvor schon grasten Schafe und Kühe auf dem Gelände. Nach 1959 wurde der Friedhof von der jüdischen Zivilgemeinde wieder instand gesetzt.